# لو (رود)
رودخانه لو (به انگلیسی: Loue) رودخانهای است که در فرانسه جریان دارد.